# Derk Cheetwood
Derk Cheetwood (Bowling Green (Ohio), 8 oktober 1973) is een Amerikaans acteur.

## Carrière
Cheetwood begon in 1995 met acteren in de televisieserie Brotherly Love, waarna hij nog meerdere rollen speelde in televisieseries en films. Hij is vooral bekend van zijn rol als Max Giambetti in de televisieserie General Hospital waar hij in 413 afleveringen speelde (2002-2020).

## Huwelijk
Cheetwood is in 2008 getrouwd met een nicht van Kevin Costner, met wie hij twee dochters (2008 en 2010) en een zoon (2015) heeft.

## Filmografie

### Films
Uitgezonderd korte films.
- 2001 Rain - als sergeant Summers
- 2001 Frailty - als agent Griffin Hull
- 2000 U-571 - als Herb Griggs
- 2000 Finding Kelly - als Robert 'Tank' Dyer
- 1997 The Postman - als Carrier 12
- 1996 The Cold Equations - als korporaal

### Televisieseries
Uitgezonderd eenmalige gastrollen.
- 2002-2020 General Hospital - als Max Giambetti - 413 afl.
- 2014-2015 The Last Ship - als luitenant Pete Norris - 3 afl.

- International Standard Name Identifier: 0000 0001 0765 1429
- Library of Congress Control Number: no2010189023
- Virtual International Authority File: 160341390
- WorldCat: E39PBJfCy7x9YyRx8HxwxpWbh3